# Mudrony Pál
Mudrony Pál (Késmárk, Szepes megye, 1843. szeptember 23. – Budapest, 1891. november 1.) újságíró, közgazdasági szakíró, gyorsíró, a magyar királyi miniszterelnöki sajtóosztály hivatalnoka, Mudrony Soma testvéröccse.

## Élete
Családja 1849-ben Gesztelyre (Zemplén megyébe) költözött; atyja Mudrony Sándor földbirtokos volt és 1848-ban a honvédők közt esett el. Mudrony a gimnáziumot szülővárosában, a jog- és államtudományi tanfolyamot a pesti és bécsi egyetemen végezte. Ezután a hírlapírás terére lépett a Hazánkhoz; mint közgazdasági író; A Honnak 1870-től megszüntéig (1882. augusztus 31.) állandó munkatársa volt, vezércikkeket, pénzügyi és nemzetgazdasági cikkeket írt a lapba. Innét a miniszterelnökség sajtóosztályába lépett át. Éppen édesanyja sírját akarta meglátogatni, midőn hirtelen rosszul lett és pár perc múlva szívszélütésben meghalt 1891. november 1-jén Budapesten.
Cikkei a Nemzetgazdasági Szemlében (1883. A birtokviszonyok alakulásának kérdéséhez Németországon, Közgazdasági új áramlatok Észak-Amerikában, 1884. A magyar gazdák bankhitelképessége, A pénzforgalom fejlesztése hazánkban, 1885. Egy amerikai mezőgazdasági és iparegyetem, a «Prairie Farmer» után, Mezőgazdasági feladatainkról, 1886. A valutakérdés külföldön és hazánkban, Ezüst 1: 22 vagy 1: 15 ½, 1888. A német socialpolitikai egylet közgyűlése); a Szabadelvűpárti Naptárban (1885. A szabadelvű párt pénzügyi politikája); az Erdészeti Lapokban (1887. Nagybritánia erdészete); a Budapesti Szemlében (1888. A gazdasági syndikátus Francziaországban, A gazdasági szakoktatás reformja Angliában, Papíriparunk emelése, 1889. Iparegyetem Amerikában, 1890. Burgonyakeményítőgyárak felállítása hazánkban, Az ezüstpénz-verési törvény az Egyesült-Államokban, 1891. A gazdák szövetsége az Egyesült-Államokban).

## Munkái
- Magyar köztársasági bank. Pest, 1870.
- Doone Lorna. Regény Exmoorból. Blackmore R. D. után angolból ford. Bpest, 1875. Négy kötet.
- Paragrénék a párisi világtárlaton. Humoros elbeszélés. Rufiny János után angolból ford Bpest, 1875.
- Az aranyozott kor. Amerikai regény. Twain Mark és Warner Károly Dudley után angolból ford. Bpest, 1876. Három kötet.
- A két végzet. Regény. Collins Wilkie után angolból ford. Bpest, 1877.
- St. Simon unokahuga. Angol regény. Frank Lee Benedict után ford. Bpest, 1878.
- Rózsika. Történet a véres forradalomból. White-Mellville G. J. után angolból ford. Bpest, 1878.
- Magyar üzletkönyv. Bpest, 1881.
- A földmívelés tudománya. Lloyd Frigyes James után ford. és a hazai viszonyokra vonatkozó jegyzetekkel ellátta. Bpest, 1890.

## Álnevei és jegyei
- Pál Gazda (Igazmondóban), Farmer, (M.) a Honban és (m.).